# Корнер-Брук
47°33′32.4″ пн. ш. 52°42′46.8″ зх. д. / 47.559000° пн. ш. 52.713000° зх. д.
 Ко́рнер-Брук  (англ. Corner Brook— місто на південному узбережжі затоки Бей-оф-Айлендс (англ. Bay of Islands) в провінції Ньюфаундленд і Лабрадор.
Через Корнер-Брук місто тече річка Гамбер (англ. Humber River). Джеймс Кук відкрив це місце в 1767 році. Має статус міста з 1956 року. У 1999 р. Корнер-Брук разом з містами Дір-Лейк, Паседіна, і Стівенвіль приймали Канадські ігри.
Нині площа міста становить 148,27 км²; населення — 20 083 (2006); щільність населення (135,5 осіб/км²). У місті знаходиться целюлозно-паперовий комбінат «Корнер-Брук» (англ. Corner Brook Pulp & Paper Mill).

## Виноски
1. ↑  Статистична служба Канади[недоступне посилання] (англ.)